# Twana jezici
Twana jezici, podskupina indijaskih jezika kojim govori nekoliko plemena u Washingtonu. Pripada sališkoj jezičnoj porodici, centralnosališka skupina.  predstavnici su: lushootseed [lut], 60 (1990 M. Kinkade); southern puget sound salish [slh], 110 (1990 popis); skagit [ska], 100 (1977 SIL); snohomish [sno], 10 (1998 J. Brooke); i twana [twa], 10 (2000).

## Vanjske poveznice
- Ethnologue (14th)
- Ethnologue (15th)